# Райтценхайн (Таунус)
Райтценхайн (нем. Reitzenhain) — община в Германии, в земле Рейнланд-Пфальц.
Входит в состав района Рейн-Лан. Подчиняется управлению Лорелай. Население составляет 332 человека (на 31 декабря 2010 года). Занимает площадь 5,66 км².